# Hans Dominik (Offizier, 1906)
Hans Dominik (* 24. November 1906 in Friedrichsort; † 10. November 1980 in Hamburg) war ein deutscher Marineoffizier.

## Leben
Dominik trat am 1. April 1925 in die Reichsmarine. In der Kriegsmarine 1937 fuhr er von 1937 bis 1939 als Wach- und Artillerieoffizier auf den Kreuzern Königsberg und Nürnberg. Nach zwei Monaten als Marine-Verbindungs-Offizier bei der Heeresgruppe B kam er am 5. März 1940 als 1. Artillerieoffizier (1. AO) wieder auf die Nürnberg. Von Juni bis November 1941 war er Stabsoffizier bei der Marinemission Rumänien. Nach drei Monaten als 1. AO auf der Lützow kam er am 18. August 1942 als Erster Offizier auf Z 4 Richard Beitzen, die er ab Januar 1943 für ein Jahr als Kommandant führte. Er war von Februar bis Oktober 1944 Chef 9. Torpedobootsflottille und erhielt als solcher das Ritterkreuz des Eisernen Kreuzes. In den letzten Monaten des Zweiten Weltkriegs war er Chef der Personalabteilung für Offiziere beim Marineoberkommando Ostsee. Am 1. April 1945 zum Kapitän zur See befördert, geriet er am Tag der Bedingungslosen Kapitulation der Wehrmacht in Kriegsgefangenschaft, aus der er im Februar 1946 entlassen wurde. Seit dem 23. Februar 1956 in der neu aufgestellten Bundesmarine, war er vom 16. Oktober 1960 bis zum 18. Oktober 1962 in Flensburg Kommandeur der Zerstörerflottille. Anschließend war er bis März 1965 Kommandeur des Marineausbildungsregiments. Am 31. März 1965 trat er mit 58 Jahren in den Ruhestand.

## Familie
Hans Dominik war verheiratet mit Renate Dominik, geb. Westerkamp und hatte einen Sohn, Hans Dominik (* 4. August 1937). Sein Vater ist Vizeadmiral Hugo Dominik, früherer Leiter der Seewarte in Hamburg. Der deutsche Offizier der Kaiserlichen Schutztruppe für Kamerun Hans Dominik ist sein Onkel (Bruder seines Vaters Hugo Dominik).

## Auszeichnungen
Beförderungen
- 16. November 1925 Seekadett (Reichsmarine)
- 1. April 1926 Gefreiter
- 1. April 1927 Fähnrich zur See
- 1. Juni 1929 Oberfähnrich zur See
- 1. Oktober 1929 Leutnant zur See
- 1. Juli 1931 Oberleutnant zur See
- 1. September 1935 Kapitänleutnant (Kriegsmarine)
- 1. November 1939 Korvettenkapitän
- 1. September 1943 Fregattenkapitän
- 20. April 1945 Kapitän zur See

- Dienstauszeichnung 4. und 3. Klasse (2. Oktober 1936, 1. April 1937)
- Eisernes Kreuz 2. Klasse (18. Dezember 1939)
- Medaille zur Erinnerung an den 1. Oktober 1938 (20. Dezember 1939)
- Medaille zur Erinnerung an die Heimkehr des Memellandes
- Eisernes Kreuz 1. Klasse (5. Januar 1943)
- Flotten-Kriegsabzeichen (21. November 1941)
- Stern von Rumänien, Offizierkreuz mit Schwertern (14. März 1942)
- Zerstörer-Kriegsabzeichen (15. Januar 1943)
- Deutsches Kreuz in Gold (28. September 1944)
- Ritterkreuz des Eisernen Kreuzes (28. Dezember 1944)
- Verdienstorden der Bundesrepublik Deutschland, Bundesverdienstkreuz 1. Klasse (1965)